# Zizinho
Tomás Soares da Silva (ur. 14 września 1921 w São Gonçalo zm. 7 lutego 2002 w Niterói) – brazylijski piłkarz, pomocnik lub napastnik, skrzydłowy. Srebrny medalista MŚ 50. Długoletni zawodnik CR Flamengo.
Zizinho do dziś uchodzi za jednego z najwybitniejszych graczy w historii brazylijskiego futbolu, był idolem Pelégo. Piłkarzem Flamengo był w latach 1939–1950. Zwyciężał w Campeonato Carioca. Później grał w Bangu AC (1950–1957) i São Paulo FC (1957–1959). Karierę kończył w wieku 41 lat w chilijskim Audax Italiano.
W reprezentacji Brazylii zagrał 53 razy i strzelił 30 goli. Debiutował 1942, ostatni raz zagrał w 1957. Podczas MŚ 50 wystąpił w czterech spotkaniach, zdobył dwie bramki. Sensacyjna porażka z Urugwajem na Maracanie położyła się cieniem na jego karierze. Wielokrotnie brał udział w turniejach Copa América (łącznie strzelił 17 bramek w tych rozgrywkach), w 1949 zdobył z Brazylią tytuł mistrza Ameryki Południowej.